# Heterocucumis
Heterocucumis is een geslacht van zeekomkommers uit de familie Cucumariidae.

## Soorten
- Heterocucumis denticulata (Ekman, 1927)
- Heterocucumis godeffroyi (Semper, 1867)
- Heterocucumis steineni (Ludwig, 1898)